# David Fernández Domingo
David Fernández Domingo (Villaconejos, 16 de febrer de 1977) va ser un ciclista espanyol, que fou professional entre 2000 i 2005. Del seu palmarès destaca la victòria al Circuit de Getxo.

## Palmarès
- 1999
  - Vencedor d'una etapa de la Volta a Tarragona
- 2002
  - Vencedor d'una etapa de la Volta a Castella i Lleó
  - Vencedor d'una etapa de la Volta a Burgos
- 2003
  - Vencedor d'una etapa de la Gran Premi Mosqueteiros-Rota do Marquês
- 2005
  - 1r al Circuit de Getxo

### Resultats a la Volta a Espanya
- 2001. 124è de la classificació general
- 2004. Abandona (18a etapa)